# 黒瀬城
黒瀬城（くろせじょう）は、愛媛県西予市にあった日本の城（山城）。

## 概要
標高350mの黒瀬山の山頂にあり、堀や曲輪が設けられた。また、支城としてとびがす城、我合城、岡城、護摩が森城、土居城などがあった。
『宇和旧記』によれば西園寺実充は松葉城を捨てて当城の築城を始めたが、完成前に実充は死去して西園寺公家の代に完成、移転したという。しかし『言継卿記』によれば実充は黒瀬城を完成させて移転し、黒瀬殿と称され、永禄8年（1565年）には上洛して大徳寺で落髪している。
当城は元亀3年（1572年）に大友氏に攻撃され、天正9年（1581年）には長宗我部氏によって城下町を焼かれ、天正12年（1584年）には城主の西園寺公広が長宗我部元親に臣従している。天正13年（1585年）の四国の役で公広は小早川隆景に降伏し、在城を許されて九州征伐に参加した。天正15年（1587年）に戸田勝隆が伊予に移封されると公広は下城して願成寺に隠棲したが、同年12月1日（12月30日）に勝隆により謀殺された。その後、岩城少右衛門が城代として入っている。